# Edward Evan Evans-Pritchard
Edward Evan (E. E.) Evans-Pritchard (21 de septiembre de 1902 – 11 de septiembre de 1973) fue un antropólogo inglés clave en el desarrollo de la antropología social en ese país. Ejerció como profesor de antropología social en Oxford desde 1946 hasta 1970.

## Vida y trabajo de campo
Nacido en Sussex, Inglaterra, estudió historia en el Exeter College de la Universidad de Oxford, donde fue influenciado por R. R. Marett. Luego hizo un posgrado en la London School of Economics (LSE). Allí recibió la influencia de Bronislaw Malinowski y especialmente de Charles Gabriel Seligman, etnógrafo pionero del Sudán. Su primer trabajo de campo comenzó en 1926 con los azande del Alto Nilo y dio como resultado tanto su doctorado (en 1927) como su clásico Witchcraft, Oracles and Magic Among the Azande (en 1937). Evans-Pritchard continuó dando conferencias en la LSE y prosiguió sus investigaciones en tierra azande hasta 1930, cuando empezó un nuevo proyecto con los nuer.
Este trabajo coincidió con su nombramiento en la Universidad de El Cairo en 1932, donde dio una serie de conferencias sobre religión en las que se notaba la gran influencia de Seligman. Tras su regreso a Oxford, continuó su investigación con los nuer. Fue durante este período cuando conoció por primera vez a Meyer Fortes y a A. R. Radcliffe-Brown. Evans-Pritchard comenzó a desarrollar el programa estructural-funcionalista de Radcliffe-Brown. Como resultado, su trilogía de trabajos sobre los nuer (The Nuer, Nuer Religion, y Kinship and Marriage Among the Nuer) y el volumen que coeditó titulado African Political Systems se volvieron clásicos de la antropología social británica.
Durante la Segunda Guerra Mundial Evans-Pritchard prestó servicios en Etiopía, Libia, Sudán y Siria. En Sudán alzó tropas regulares entre los anuak para hostigar a los italianos y combatió en forma de guerra de guerrillas. En 1942 fue mandado a la Administración Militar Británica de Cirenaica en el norte de África, y gracias a esa experiencia escribió The Sanusi of Cyrenaica. Al documentar la resistencia local frente a la conquista italiana, se volvió uno de los pocos autores angloparlantes que escribió sobre la tariqah que algunos creen que fue la predecesora de los cultos islamistas radicales de hoy. Durante el fin de la guerra, en 1944, se convirtió al catolicismo.
Después de un breve período en Cambridge, Evans-Pritchard ejerció como profesor de antropología social en la University of Oxford y se convirtió en miembro del claustro de profesores del All Souls College. Se mantuvo en el All Souls College durante el resto de su carrera. Uno de sus estudiantes más notable es Talal Asad, quien enseña en la City University of New York. También tuvo una gran influencia sobre los antropólogos británicos Victor Turner y Mary Douglas.
Fue nombrado caballero en 1971, y murió en Oxford el 11 de septiembre de 1973.

## Teorías posteriores
Los trabajos posteriores de Evans-Pritchard fueron más teóricos, recurriendo a sus experiencias como antropólogo para filosofar sobre la naturaleza de la antropología y sobre cómo debería ser practicada. En 1950 repudió y desaprobó la entonces popular concepción de que la antropología era un ciencia natural, argumentando que debería estar agrupada entre las ciencias humanas, especialmente junto a la historia. Planteó que el principal problema con el que se enfrentan los antropólogos es el de la traducción - encontrar la forma de traducir los propios pensamientos frente al mundo de otra cultura y así intentar entenderla, y luego volver a traducir lo que se haya comprendido para poder explicarlo a las personas de la propia sociedad.
En 1965, publicó un trabajo muy influyente: Theories of Primitive Religion, argumentando contra las teorías existentes sobre las prácticas de las religiones primitivas. En consonancia con su trabajo teórico de los años '50, sostuvo que los antropólogos raramente tuvieron éxito en penetrar las mentes de la gente que estudiaban, con lo cual les otorgaron motivaciones que en realidad provenían de los mismos antropólogos y su propia cultura, en vez de la que estaban estudiando. Extrapolaron los propios pensamientos, buscaron en los demás lo que ya esperaban encontrar y así mantuvieron el etnocentrismo. También propuso pensar que los creyentes y los no creyentes se aproximaron de muy diferentes formas al estudio de la religión. Los no creyentes siendo más rápidos en elaborar teorías biológicas, sociológicas o psicológicas para explicar la religión como una ilusión; los creyentes siendo más adeptos a elaborar teorías que expliquen la religión como un método de conceptualizar y relacionarse con la realidad.

## Familia
Conocido por sus amigos y familiares como "E.P.", Evans-Pritchard tuvo cinco hijos con su mujer, Ioma. Su hijo menor, Ambrose Evans-Pritchard, es un periodista de investigación para el London Daily Telegraph y autor de The Secret Life of Bill Clinton. Su hija menor, Deirdre Evans-Pritchard, doctorada (PhD), es una experta en folklore y estudios sobre Medio Oriente. Ella es también acreedora del prestigioso Fulbright Fellowship. Su hija mayor, Shineen Evans-Pritchard, es una exitosa mujer de negocios. También tuvo dos mellizos - Nicky Evans-Pritchard, quien trabaja en computación, y John Evans-Pritchard, profesor de economía y autor de varios libros.